# Aenictus latifemoratus
Aenictus latifemoratus é uma espécie de formiga do gênero Aenictus.